# Жирова емболія
Жирова емболія розвивається при переломах або оперативних втручаннях на кістках (частіше гомілка, стегно, таз), великих ударах підшкірної клітковини у хворих з надлишковою масою тіла, масивної (понад 40% ОЦК) крововтратою, при опіках, деяких отруєннях.

## Ознаки
Макроскопічні ознаки емболії мізерні. Відзначають петехіальні висипи на шкірі й слизових оболонках. Серед них найбільш характерними вважають петехії плечового пояса й верхньої частини тулуба. При швидкій смерті спостерігають: в легенях точкові крововиливи під плевру, нерівномірне кровонаповнення (ділянки повнокрів’я чергуються з ділянками недокрів’я), деяку набряклість і емфізему.
Діагноз жирової емболії з впевненістю може бути встановлений тільки після мікроскопічного дослідження (за умови виключення гнильних змін трупа). Для такого дослідження треба брати легені (з декількох ділянок), міокард правого і лівого шлуночків, головний мозок (кора і біла речовина великих півкуль, підкіркові вузли, судинне сплетіння, мозочок), спинний мозок, нирки, а в деяких випадках і інші органи.